# 玉山雀麦
玉山雀麦（学名：Bromus morrisonensis）为禾本科雀麦属下的一个种。

## 扩展阅读
維基物種上的相關：玉山雀麦